# Enrique Franco (compositor)
Enrique Franco Aguilar (Mazatlán, 19 de diciembre de 1938) es un compositor estadounidense naturalizado nacido en México.
Franco es conocido por evitar y criticar el género del narcocorrido.